# Patricia Field
Patricia Field (New York, 12 febbraio 1941) è una costumista e stilista statunitense.
Ha curato i look di serie televisive come Sex and the City, Ugly Betty, Hope & Faith e il film Il Diavolo Veste Prada

## Biografia
Nata a New York da genitori di origine greca e armena, la Field è cresciuta ad Astoria, Queens. Nel 1970 ha rivendicato l'invenzione del moderno legging per la moda femminile. Nel 1995 incominciò a lavorare con Sarah Jessica Parker come costumista nel film Miami Rhapsody. Le due, insieme ad altri celebri costumisti come Eric Daman e Rebecca Weinberg (sua attuale compagna), hanno lavorato nella serie cult Sex and the City che ha fruttato alla Field numerose nomination e riconoscimenti agli Emmy Awards e ai Costume Designers Guild. La Field è proprietaria di una sua boutique situata al 302 Bowery a Manhattan.
Nel 2017 è stata una delle sette donne di successo omaggiate da Yvonne Sciò nel suo documentario Seven Women.